# الشمة (تعز)
الشمه هي إحدى قرى الجمهورية اليمنية. وهي تتبع جغرافيًا لمحافظة تعز. وإداريًا لمديرية الشمايتين. يبلغ تعداد سكانها 1464 نسمة حسب الإحصاء الذي جرى عام 2004.